# فرزانه نوایی
فرزانه نوایی (متولد خرداد ۱۳۳۵ در اصفهان - درگذشته ۲۹ اردیبهشت ۱۳۸۳ در برگنتس) نوازنده چنگ ایرانی مقیم اتریش بود.

## زندگی‌نامه
فرزانه نوایی در اصفهان متولد شد. در هنرستان عالی موسیقی تهران فراگیری ساز چنگ (هارپ) را آغاز کرد و پس از دریافت دیپلم هنرستان، با بورس تحصیلی وزارت فرهنگ و هنر، رهسپار اتریش شد. در آکادمی موسیقی و هنرهای نمایشی وین تحصیلات خود را پی گرفت و سپس در کنسرواتوار ملی پاریس دوره‌هایی را گذراند.
به موازات تحصیل در فرانسه، در شهریور ۱۳۵۷ به عنوان تکنواز چنگ، برنامه‌هایی را با ارکستر مجلسی رادیو و تلویزیون ملی ایران (به رهبری ایرج صهبایی) در تئاتر شهر تهران اجرا کرد و در سال ۱۳۵۸ به ایران بازگشت. یک سال را به تدریس چنگ در هنرستان عالی موسیقی و نوازندگی در ارکستر سمفونیک تهران گذراند ولی اقامت‌اش در ایران ممکن نشد.
او مدت کوتاهی در ایران فعالیت داشت و پس از انقلاب اسلامی همراه با همسرش خسرو سلطانی (موسیقی دان و نوازنده فاگوت) به اتریش مهاجرت کرد و در آن کشور به فعالیت‌های اجرایی و آموزشی پرداخت. همچنین فرزند وی کیان سلطانی از نوازندگان برجسته ویولنسل است که شهرت جهانی دارد.

## آثار
- نوازندگی در آلبوم آوای مهر به آهنگسازی حسین علیزاده[۳]
- نوازندگی در آلبوم ماهور کبیر به آهنگسازی خسرو سلطانی[۴]

## درگذشت
علیرغم چندین سال شیمی درمانی و کوشش پزشکان برای بهبودی این هنرمند، به دلیل پیشرفتگی سرطان معده بی‌ثمر ماند و در ۲۹ اردیبهشت ۱۳۸۳ در سن ۴۷ سالگی در شهر برگنتس, اتریش درگذشت و در گورستان همان شهر به خاک سپرده شد.
- رضا والی ( آهنگساز ) یکی از آثار خود به نام «کنسرتو برای نی و ارکستر» را به یاد این هنرمند ایرانی ساخته است.[۵]